# First We Take Manhattan
First We Take Manhattan est une chanson écrite par Leonard Cohen. Elle a été enregistrée par Jennifer Warnes sur son album Famous Blue Raincoat en 1986, qui était entièrement composé de chansons écrites ou coécrites par Cohen.
Cohen reprendra le titre en enregistrant une version synthpop pour son album I'm Your Man, sorti en 1988. Cette version figure au générique de fin du film Watchmen, les gardiens, en 2009, dans une version raccourcie.

## Clip
Le clip, mettant notamment  en scène Stéphane Ferrara et le mannequin Anne Rohart fut tourné par la photographe de mode Dominique Issermann, compagne de Léonard Cohen à Trouville-sur-Mer.